# مسابقات بین‌المللی تلاوت قرآن
مسابقات بین‌المللی تلاوت قرآن یک مسابقهٔ بین‌المللی تلاوت قرآن است که از سال ۱۳۳۹ شمسی (۱۹۶۱ میلادی) به صورت سالیانه در کشور مالزی برگزار می‌شود.

## تاریخچه
نخستین دورۀ این مسابقات در ۱۸ اسفندماه ۱۳۳۹ شمسی (۹ مارس سال ۱۹۶۱ و ۲۱ رمضان ۱۳۸۰ هجری قمری) در مردکا (Merdeka)، کوالالامپور و به همت فردوسی عبدالرحمن، نخستین نخست‌وزیر مالزی برگزار شد.
این مسابقات اکنون در مرکز تجارت جهانی پوترا برگزار می‌شود.

## مسابقات حفظ قرآن
رقابت‌های حافظان قرآن برای نخستین‌بار در پنجاه و ششمین دوره مسابقات بین‌المللی قرآن کریم مالزی برگزار شد.

## نحوه مسابقه
نحوه امتیازدهی هیئت داوران در بخش حفظ و قرائت قرآن کریم به صورت زیر است:

### در بخش حفظ قرآن کریم
- حفظ ۵۵ امتیاز
- تجوید و فصاحت ۳۵ امتیاز
- صوت و ادا و ترنم ۱۰ امتیاز

### در بخش قرائت
- تجوید ۴۰ امتیاز
- لحن ۲۵ امتیاز
- فصاحت ۲۰ امتیاز
- صوت ۱۵ امتیاز.

## قوانین
طبق قوانین مسابقه، به قاریان شرکت کننده ابتدای تلاوت در ساعات آغازین روز مسابقه اطلاع داده می‌شود و قاری ده دقیقه فرصت دارد تا تلاوت خود را انجام دهد.

## برگزیدگان

### مردان
| سال  | قاری                | سال       | قاری                 | سال       | قاری                   | سال     | قاری                   | سال  | قاری               |
| ---- | ------------------- | --------- | -------------------- | --------- | ---------------------- | ------- | ---------------------- | ---- | ------------------ |
| ۱۹۶۱ | احمد معصوم          | ۱۹۶۲      | یوسف عبداله          | ۱۹۶۳(الف) | مناف سسلوس             | ۱۹۶۳(ب) | اسماعیل هاشم           | ۱۹۶۴ | حسن موسی           |
| ۱۹۶۵ | اسماعیل هاشم        | ۱۹۶۶(الف) | عبدالمجید آونگ       | ۱۹۶۶(ب)   | اسماعیل هاشم           | ۱۹۶۷    | عبدالغنی عبداله        | ۱۹۶۸ | سیدین عبدالرحمن    |
| ۱۹۶۹ | اسماعیل هاشم        | ۱۹۷۰      | اسماعیل هاشم         | ۱۹۷۱      | اسماعیل هاشم           | ۱۹۷۲    | عبدالغنی عبداله        | ۱۹۷۳ | محمدتقی مروت       |
| ۱۹۷۴ | اسماعیل هاشم        | ۱۹۷۵      | اسماعیل هاشم         | ۱۹۷۶      | علی یوسنی              | ۱۹۷۷    | مسعود آونگ دمیت        | ۱۹۷۸ | سوفاد آونگ         |
| ۱۹۷۹ | عباس سلیمی          | ۱۹۸۰      | عبدالغنی عبداله      | ۱۹۸۱      | شیخ الامین محمد تومی   | ۱۹۸۲    | عبدالغنی عبداله        | ۱۹۸۳ | مروان باتوبارا     |
| ۱۹۸۴ | محمد ابو سنن        | ۱۹۸۵      | نورالدین ادریس       | ۱۹۸۶      | احمد خدر طرابلسی       | ۱۹۸۷    | علی سیاح گرجی          | ۱۹۸۸ | شریف الدین         |
| ۱۹۸۹ | برهانگ هارانگ       | ۱۹۹۰      | عباس امام جمعه       | ۱۹۹۱      | محمد حاجی یوسف         | ۱۹۹۲    | منصور قصری‌زاده         | ۱۹۹۳ | احمد ابوالقاسمی    |
| ۱۹۹۴ | عبدالرحیم حاجی احمد | ۱۹۹۵(الف) | عبدالرحیم حاجی احمد  | ۱۹۹۵(ب)   | شیخ شحات السید حسن     | ۱۹۹۶    | شیخ مکاوی محمود محمد   | ۱۹۹۷ | محمدحسین محمد یونس |
| ۱۹۹۸ | محمد گندم‌نژاد طوسی  | ۱۹۹۹      | یحیی داوود           | ۲۰۰۰      | رضی هیلن               | ۲۰۰۱    | مسعود سیاح گرجی        | ۲۰۰۲ | بکری ورو           |
| ۲۰۰۳ | احمد فیصل غزالی     | ۲۰۰۴      | رضی هیلن             | ۲۰۰۵      | ایندرا گوناون          | ۲۰۰۶    | حسین سعید رستمی تبریزی | ۲۰۰۷ | عزیز مستقیم        |
| ۲۰۰۸ | مؤمن مبارک          | ۲۰۰۹      | اسامه عبداله         | ۲۰۱۰      | شیخ هنی عبدالعزیز احمد | ۲۰۱۱    | امیررحمان عباس         | ۲۰۱۲ | محمد انور غزالی    |
| ۲۰۱۳ | مراه ناین           | ۲۰۱۴      | احمد ترمیزی حاجی علی | ۲۰۱۵      | محسن حاجی حسنی کارگر   |         |                        |      |                    |